# Derambila adaucta
Derambila adaucta là một loài bướm đêm trong họ Geometridae.